# Mark Ingram Jr.
Pour les articles homonymes, voir Mark Ingram.
(en) Statistiques sur pro-football-reference
Mark Valentino Ingram Jr. dit « Mark Ingram Jr. », né le 21 décembre 1989 à Hackensack au New Jersey, est un joueur américain de football américain qui a évolué au poste de running back dans la National Football League (NFL) pendant douze saisons.
Il a joué au niveau universitaire pendant trois saisons pour le Crimson Tide de l'Alabama en NCAA Division I FBS avant d'être choisi par la franchise des Saints de La Nouvelle-Orléans lors de la draft 2011 de la NFL. Il y reste jusqu'en fin de saison 2018 et joue ensuite pour les Ravens de Baltimore (2019-2020) et les Texans de Houston (2021) avant de revenir chez les Saints en milieu de saison 2021.
Il est fils de Mark Ingram Sr., lequel a joué dans la NFL en tant que wide receiver.
Il remporte le titre national en NCAA ainsi que le trophée Heisman en 2009.

## Biographie

### Jeunesse
Ingram, né à Hackensack dans le New Jersey, est le fils de Mark Ingram Sr. (en), ancien wide receiver des Giants de New York. Il étudie au Grand Blanc Community High School (en) de Grand Blanc dans le Michigan pendant trois années et ensuite à la Flint Southwestern Academy (en) de Flint dans le Michigan pour sa dernière année,,,. Lors de ces quatre années, il est titulaire de ses équipes de football, gagnant 2 546 yards à la course et inscrivant 38 touchdowns lors des deux dernières saisons,. Il se voit décerner au terme de sa dernière saison les prix Saginaw Valley MVP et Area Player of the Year et est sélectionné dans l'équipe type de son État.
Ingram a également joué au poste de cornerback, totalisant 84 plaquages et effectuant huit interceptions lors de sa dernière saison.
Il pratique aussi l'athlétisme à Flint et fait partie à neuf reprises des sélections de son État. Il participe aux compétitions de sprint (records personnels de 10,69 secondes au 100 mètres et 21,90 secondes au 200 mètres) ainsi qu'au saut en longueur (record personnel de 7,25 mètres).
Considéré comme une recrue quatre étoiles par Rivals.com, Ingram est classé au 17e rang des meilleurs athlètes lycéens du pays en 2008.

### Carrière universitaire
Ingram reçoit une bourse détude de l'université de l'Alabama où il va jouer de 2008 à 2010 pour l'équipe de football américain du Crimson Tide, dirigée par l'entraîneur principal Nick Saban.
Au terme de sa première saison (freshman), il totalise un gain de 728 yards et 12 touchdowns à la course, établissant le record de son université au nombre de touchdowns inscrits sur une saison par un joueur de première année. Ses performances lui valent d'être sélectionné dans l'équipe type des freshman de la SEC.
Durant sa deuxième saison, il gagne 1 678 yards et marque 17 touchdowns à la course. Il est le premier joueur du Crimson Tide à remporter le trophée Heisman remis au meilleur joueur de football américain universitaire et le premier running back à le gagner depuis Reggie Bush. Âgé de 19 ans et 11 mois, il est également le plus jeune joueur à remporter le trophée.
Au terme de la saison, il est sélectionné à l'unanimité dans l'équipe type du pays (All-American) par l'Associated Press, l'American Football Coaches Association (en), la Football Writers Association of America (en), le Sporting News et la Walter Camp Football Foundation (en),. Au niveau collectif, il aide Alabama à remporter le championnat national face aux Longhorns de l'Université du Texas. Il est nommé meilleur joueur offensif du match après avoir gagné 116 yards et marqué deux touchdowns à la course.
Ingram termine sa troisième saison universitaire avec 875 yards gagnés et 13 touchdowns inscrits en 158 courses, avec 282 yards et un touchdown supplémentaires en réception,. Le 6 janvier 2011, il déclare faire l'impasse sur son année senior pour se présenter à la draft 2011 de la NFL.

### Carrière professionnelle

#### Saints de La Nouvelle-Orléans
Il est sélectionné en 28e choix global lors du premier tour de la draft 2014 de la NFL par les Saints de La Nouvelle-Orléans soit le même choix utilisé par les Giants de New York pour choisir son père lors de la draft de 1994 au même âge,. Il est le premier running back sélectionné durant la draft. Le 28 juillet 2011, Ingram demande et obtient le no 28 en honneur de son père et de leurs choix de draft. Le lendemain, il signe un contrat de quatre ans (dont trois garantis avec une option de cinquième année) avec les Saints pour un montant de 7,41 millions de dollars avec 3,89 millions de prime à la signature,.
Il inscrit son premier touchdown en saison régulière pour les Saints le 25 septembre 2014 contre les Texans de Houston à la suite d'une course de 13 yards,. Il se blesse à l'orteil le 4 décembre lors du match contre les Lions de Détroit et rate le reste de la saison, la terminant avec un bilan de 474 yards et cinq touchdowns à la course.
Il est toujours considéré comme remplaçant pour la saison 2012 qu'il termine avec 602 yards et cinq touchdowns inscrits à la course.
Après deux saisons avec le no 28, Ingram décide de porter le no 22 qu'il avait à Alabama. Sa saison est entravée par une blessure à l'orteil qui le prive du terrain pendant cinq semaines. Il termine la saison avec un bilan de 386 yards et un touchdown à la course. Les Saints se qualifient pour la phase finale et Ingram dispute et gagne 26 à 24 son premier match de playoff (tour de wild card) contre les Eagles de Philadelphie où il gagne à la course, 97 yards et un touchdown auxquels il faut ajouter 17 yards en réception. Les Saints perdent 15 à 23 le match du tour de division contre les Seahawks de Seattle, Ingram n'y gagnant que 49 yards à la course.
Il obtient sa première sélection au Pro Bowl en 2014 après avoir couru pour 964 yards et neuf touchdowns en 13 parties.

#### Ravens de Baltimore
Après huit saisons passées avec les Saints, il devient agent libre et signe le 13 mars 2019 un contrat de trois ans pour un montant de 15 millions de dollars avec les Ravens de Baltimore pour trois ans,,.
Il est titulaire lors des quinze matchs qu'il dispute avant de se blesser au mollet en 15e semaine contre les Browns de Cleveland. En fin de saison 2019, Ingram totalise 1 018 yards et dix touchdowns à la course auxquels il fait ajouter 26 réceptions pour un gain de 247 yards et cinq touchdowns supplémentaires.
Ses actions de jeu sont assez réduites en 2020, Ingram ayant à subir la concurrence de J. K. Dobbins, Gus Edwards (en) et Justice Hill (en). Il est de plus testé positif à la Covid-19 et mis en réserve le 23 novembre 2020 bien que réactivé le 5 décembre. Il termine la saison avec un bilan de 72 courses pour un gain de 299 yards et deux touchdowns en 11 matchs. Le 19 janvier 2021, Ingram est libéré par les Ravens.

#### Texans de Houston
Le 24 mars 2021, Ingram signe un contrat d'un an avec les texans de Houston pour un montant de 2,5 millions de dollars dont 500 000 $ de prime à la signature.

#### Saints de La Nouvelle-Orléans
Le 9 octobre 2021, Ingram retourne chez les Saints en échange d'un choix de 7e tour lors de la draft 2024 de la NFL.
Le 31 octobre 2022, il est annoncé qu'Ingram manquera 3 à 4 semaines en raison d'une entorse au ligament collatéral tibial de l'articulation du genou. Il est placé sur la liste des blessés le 14 décembre 2022 et manque le reste de la saison.

### Carrière de radiodiffuseur
Le 6 juillet 2023, Ingram annonce sa retraite de la NFL pour rejoindre l'émission Big Noon Kickoff (en) de Fox Sports.

## Statistiques
| Année       | Équipe                    | Statut      | MJ |     | Courses | Courses | Courses | Courses |       | Passes réceptionnées | Passes réceptionnées | Passes réceptionnées | Passes réceptionnées |  | Fumbles | Fumbles |
| Année       | Équipe                    | Statut      | MJ | Nb. | Yards   | Moy.    | TD      | Nb.     | Yards | Moy.                 | TD                   | Nb.                  | Perdus               |  |         |         |
| 2008        | Crimson Tide de l'Alabama | Fr.         | 14 | 143 | 0 743   | 5,1     | 12      | 07      | 054   | 07,7                 | 0                    | 0                    | 0                    |  |         |         |
| 2009        | Crimson Tide de l'Alabama | So.         | 14 | 271 | 1 678   | 6,1     | 17      | 32      | 334   | 10,4                 | 3                    | 0                    | 0                    |  |         |         |
| 2010        | Crimson Tide de l'Alabama | Jr.         | 13 | 158 | 0 903   | 5,5     | 13      | 21      | 282   | 13,4                 | 1                    | 0                    | 0                    |  |         |         |
| Totaux NCAA | Totaux NCAA               | Totaux NCAA | 41 | 572 | 3 324   | 5,7     | 42      | 60      | 670   | 11,2                 | 4                    | 0                    | 0                    |  |         |         |

| Année  | Équipe                        | MJ  |       | Courses | Courses | Courses | Courses |       | Passes réceptionnées | Passes réceptionnées | Passes réceptionnées | Passes réceptionnées |  | Fumbles | Fumbles |
| Année  | Équipe                        | MJ  | Nb.   | Yards   | Moy.    | TD      | Nb.     | Yards | Moy.                 | TD                   | Nb.                  | Perdus               |  |         |         |
| 2011   | Saints de La Nouvelle-Orléans | 10  | 122   | 0 474   | 3,9     | 05      | 11      | 046   | 4,2                  | 0                    | 1                    | 1                    |  |         |         |
| 2012   | Saints de La Nouvelle-Orléans | 16  | 156   | 0 602   | 3,9     | 05      | 06      | 029   | 4,8                  | 0                    | 0                    | 0                    |  |         |         |
| 2013   | Saints de La Nouvelle-Orléans | 11  | 078   | 0 386   | 4,9     | 01      | 07      | 068   | 9,7                  | 0                    | 0                    | 0                    |  |         |         |
| 2014   | Saints de La Nouvelle-Orléans | 13  | 226   | 0 964   | 4,3     | 09      | 29      | 145   | 5,0                  | 0                    | 3                    | 1                    |  |         |         |
| 2015   | Saints de La Nouvelle-Orléans | 12  | 166   | 0 769   | 4,6     | 06      | 50      | 405   | 8,1                  | 0                    | 2                    | 1                    |  |         |         |
| 2016   | Saints de La Nouvelle-Orléans | 16  | 205   | 1 043   | 5,1     | 06      | 46      | 319   | 6,9                  | 4                    | 2                    | 2                    |  |         |         |
| 2017   | Saints de La Nouvelle-Orléans | 16  | 230   | 1 124   | 4,9     | 12      | 58      | 416   | 7,2                  | 0                    | 3                    | 3                    |  |         |         |
| 2018   | Saints de La Nouvelle-Orléans | 12  | 138   | 0 645   | 4,7     | 06      | 21      | 170   | 8,1                  | 1                    | 3                    | 1                    |  |         |         |
| 2019   | Ravens de Baltimore           | 15  | 202   | 1 018   | 5,0     | 10      | 26      | 247   | 9,5                  | 5                    | 2                    | 2                    |  |         |         |
| 2020   | Ravens de Baltimore           | 11  | 072   | 0 299   | 4,2     | 02      | 06      | 050   | 8,3                  | 0                    | 0                    | 0                    |  |         |         |
| 2021   | Texans de Houston             | 07  | 092   | 0 294   | 3,2     | 01      | 07      | 024   | 3,4                  | 0                    | 0                    | 0                    |  |         |         |
| 2021   | Saints de La Nouvelle-Orléans | 07  | 055   | 0 260   | 3,8     | 01      | 20      | 138   | 6,9                  | 0                    | 1                    | 1                    |  |         |         |
| 2022   | Saints de La Nouvelle-Orléans | 10  | 062   | 0 233   | 3,8     | 01      | 16      | 068   | 4.3                  | 0                    | 2                    | 2                    |  |         |         |
| Totaux | Totaux                        | 156 | 1 817 | 8 111   | 4,5     | 65      | 303     | 2 125 | 7,0                  | 10                   | 19                   | 14                   |  |         |         |

| Année  | Équipe                        | MJ |     | Courses | Courses | Courses | Courses |       | Passes réceptionnées | Passes réceptionnées | Passes réceptionnées | Passes réceptionnées |  | Fumbles | Fumbles |
| Année  | Équipe                        | MJ | Nb. | Yards   | Moy.    | TD      | Nb.     | Yards | Moy.                 | TD                   | Nb.                  | Perdus               |  |         |         |
| 2013   | Saints de La Nouvelle-Orléans | 2  | 28  | 146     | 5,2     | 1       | 3       | 17    | 5,7                  | 0                    | 1                    | 1                    |  |         |         |
| 2017   | Saints de La Nouvelle-Orléans | 2  | 19  | 047     | 2,5     | 0       | 3       | 16    | 8,0                  | 0                    | 0                    | 0                    |  |         |         |
| 2018   | Saints de La Nouvelle-Orléans | 2  | 18  | 084     | 4,7     | 0       | 4       | 15    | 3,8                  | 0                    | 0                    | 0                    |  |         |         |
| 2019   | Ravens de Baltimore           | 1  | 06  | 022     | 3,7     | 0       | 1       | 09    | 9,0                  | 0                    | 0                    | 0                    |  |         |         |
| Totaux | Totaux                        | 7  | 71  | 299     | 4,2     | 1       | 10      | 57    | 13                   | 0                    | 1                    | 1                    |  |         |         |

## Palmarès, trophées et récompenses

### En NFL
- Sélectionné au Pro Bowl au terme des saisons 2014, 2017 et 2019.

### En NCAA
- Champion national en 2009 après la victoire au Rose Bowl 2010 ;
- Vainqueur du trophée Heisman en 2009 ;
- Meilleur joueur de la saison 2009 selon le Sporting News ;
- Désigné All-American à l'unanimité en 2009 ;
- Meilleur joueur offensif de la SEC en 2009 ;
- Sélectionné dans l'équipe type de la Southeastern Conference (SEC) en 2009 ;
- Sélectionné dans la deuxième équipe de la Southeastern Conference (SEC) en 2010 ;
- Vainqueur de la finale de conférence SEC en 2009 ;
- Vainqueur du Citrus Bowl 2011.

## Vie privée
Le 4 juin 2021, il est rapporté qu'Ingram a rejoint le groupe d'investisseurs du club de football (soccer) D.C. United en attente de l'approbation de la Major League Soccer.